# Wilguens Paugain
Wilguens Paugain, né le 24 août 2001 à Thomazeau en Haïti, est un footballeur international haïtien qui joue au poste d'arrière droit au SV Zulte Waregem.

## Biographie

### En club
Il débute sa formation à l'AS Nomexy Vincey. En décembre 2008, il est transféré au SAS Épinal. Avant le début de la saison 2015-2016, il rejoint le centre de formation de l'AS Nancy, où il joue pour l'équipe réserve à partir de 2019. Lors de la saison 2021-2022, il retourne à Épinal, où il joue également avec l'équipe réserve. 
En juillet 2022, le défenseur part à Chypre pour rejoindre l'Akrítas Chlórakas, club de première division. Cette saison-là, il joue 21 matchs en première division. Il est relégué en fin de saison.
En septembre 2023, Il rejoint le FK Auda, club de première division lettone. Il joue trois rencontres en Virslīga. Lors de la saison 2024, il joue 18 matchs avant de rejoindre le club autrichien de deuxième division du SKN Sankt Pölten en juillet 2024. Il y signe un contrat jusqu'en 2026. Il joue 14 matchs en 2. Liga. En février 2025, il s'engage avec le SV Zulte Waregem, alors en deuxième division. Après une seule titularisation et un total de 119 minutes de jeu, Zulte Waregem décide de lever l'option d'achat. Il signe ensuite un contrat avec le club jusqu'en juin 2028.

### En sélections nationales
Le 22 mars 2025, il fait ses débuts avec Haïti, lors d'une rencontre amicale contre l'Azerbaïdjan.